# InnoGames
InnoGames GmbH es un desarrollador y editor de videojuegos basado en navegador y dispositivos móviles con sede en Hamburgo, Alemania. En 2012 InnoGames alcanzó los 100 millones de jugadores registrados y generó unos ingresos de €50 millones

## Historia
En 2003 los fundadores Eike y Hendrik Klindworth y Michael Zillmer crearon un juego en línea basado en navegador titulado Die Stämme (Guerras Tribales) como un proyecto hobby. A finales de 2005, este juego llegó a más de 50.000 jugadores activos. Debido a este gran éxito decidieron trabajar a tiempo completo en el desarrollo y publicación de juegos de navegador. InnoGames fue fundada a principios de 2007 para mantener el desarrollo del juego. Desde entonces, la compañía comenzó a crear nuevos juegos y ampliar su gama de juegos basados en navegador.
En mayo de 2010, el inversionista Fidelity Growth Partners Europa (FGPE) se unió a InnoGames con una participación minoritaria. También en 2010 el exejecutivo de Electronic Arts Gerhard Florin unió InnoGames como Presidente.

## Juegos
- Guerras Tribales: Juego de estrategia ambientado en la Edad Media.

- The West: Juego de rol en un ambiente vaquero.

- Grepolis: Juego de estrategia en un ambiente griego.

- Forge of Empires: Juego de estrategia de construcción de ciudades pasando por diferentes eras.

- Tribal Wars 2: La secuela de Guerras Tribales.
- Elvenar: Su último juego.